# Lieve kleine piranha
Lieve kleine piranha is een Nederlandstalige single van de Belgische band Gorki uit 1991.
Het tweede nummer op deze single was Ik word oud.
Het liedje verscheen ook op hun titelloze debuutalbum uit 1992.
In 2025 zal in Gent een nieuwe fiets- en voetgangersbrug over de Schelde geopend worden met de naam Lieve Kleine Piranhabrug.

## Meewerkende artiesten
- Wouter Van Belle (producer)
- Geert Bonne (drums)
- Luc De Vos (gitaar, zang)
- Marc Bonne (drums)
- Wout De Schutter (basgitaar)